# Liste von Sakralbauten in Burgwedel
Die Liste von Sakralbauten in Burgwedel nennt Kirchengebäude und andere Sakralbauten in Burgwedel, Region Hannover, Niedersachsen.

## Liste
| Bild | Name                   | Ortsteil       | Koordinaten                     | Konfession der Gemeinde |
| ---- | ---------------------- | -------------- | ------------------------------- | ----------------------- |
|      | Kapelle                | Engensen       | 52° 29′ 53,5″ N, 9° 56′ 26,2″ O | evangelisch-lutherisch  |
|      | Ludwig-Harms-Kirche    | Fuhrberg       | 52° 33′ 56,5″ N, 9° 50′ 57,7″ O | evangelisch-lutherisch  |
|      | St.-Petri-Kirche       | Großburgwedel  | 52° 29′ 29,4″ N, 9° 51′ 19,1″ O | evangelisch-lutherisch  |
|      | St.-Paulus-Kirche      | Großburgwedel  |                                 | römisch-katholisch      |
|      | Neuapostolische Kirche | Großburgwedel  |                                 | neuapostolisch          |
|      | Haus der Kirche        | Kleinburgwedel | 52° 30′ 44,2″ N, 9° 52′ 31,4″ O | evangelisch-lutherisch  |
|      | Kapelle                | Thönse         | 52° 29′ 37,2″ N, 9° 54′ 7,5″ O  | evangelisch-lutherisch  |
|      | St.-Marcus-Kirche      | Wettmar        | 52° 30′ 37,1″ N, 9° 55′ 18,7″ O | evangelisch-lutherisch  |